# QF 3.7インチ山岳榴弾砲

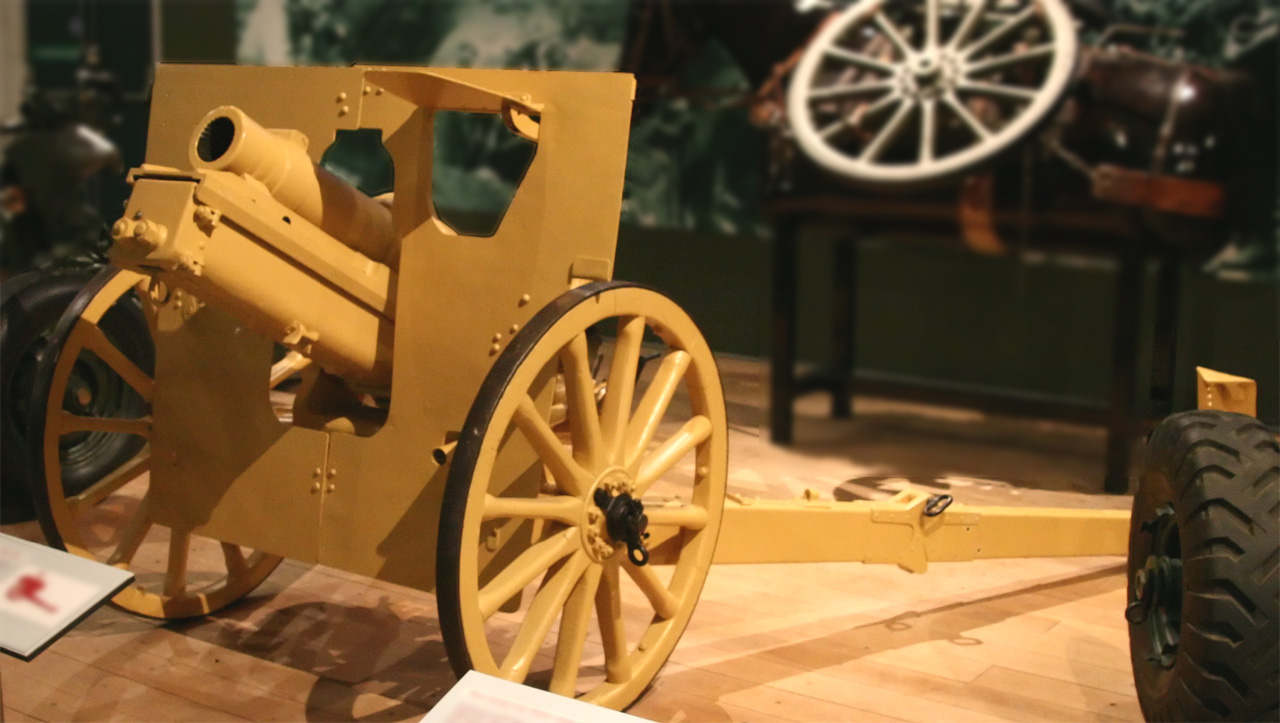
QF 3.7インチ山岳榴弾砲

オードナンス QF 3.7インチ山岳榴弾砲（英: Ordnance QF 3.7 inch Mountain Howitzer）は、イギリス陸軍とイギリス帝国・イギリス連邦各国が第一次世界大戦および第二次世界大戦で使用した山砲。

## 開発
1907年、イギリス領インド帝国軍（英印軍）が新型山砲の開発を要求したが財政事情から見送られてきた。しかし、第一次世界大戦がはじまった1915年には一転して要求が認められ、1917年に完成したQF 3.7インチ砲はメソポタミア戦線で使用された。
第二次世界大戦においては北アフリカ戦線で投入されたほかイタリア戦線やビルマ戦線でも使用され、一部は空挺部隊にも配備された。
第二次世界大戦後、イギリス軍では第一線部隊から引き上げられたが、ごく少数がフランス軍に供与されて第一次インドシナ戦争に投入されている。

## 概要

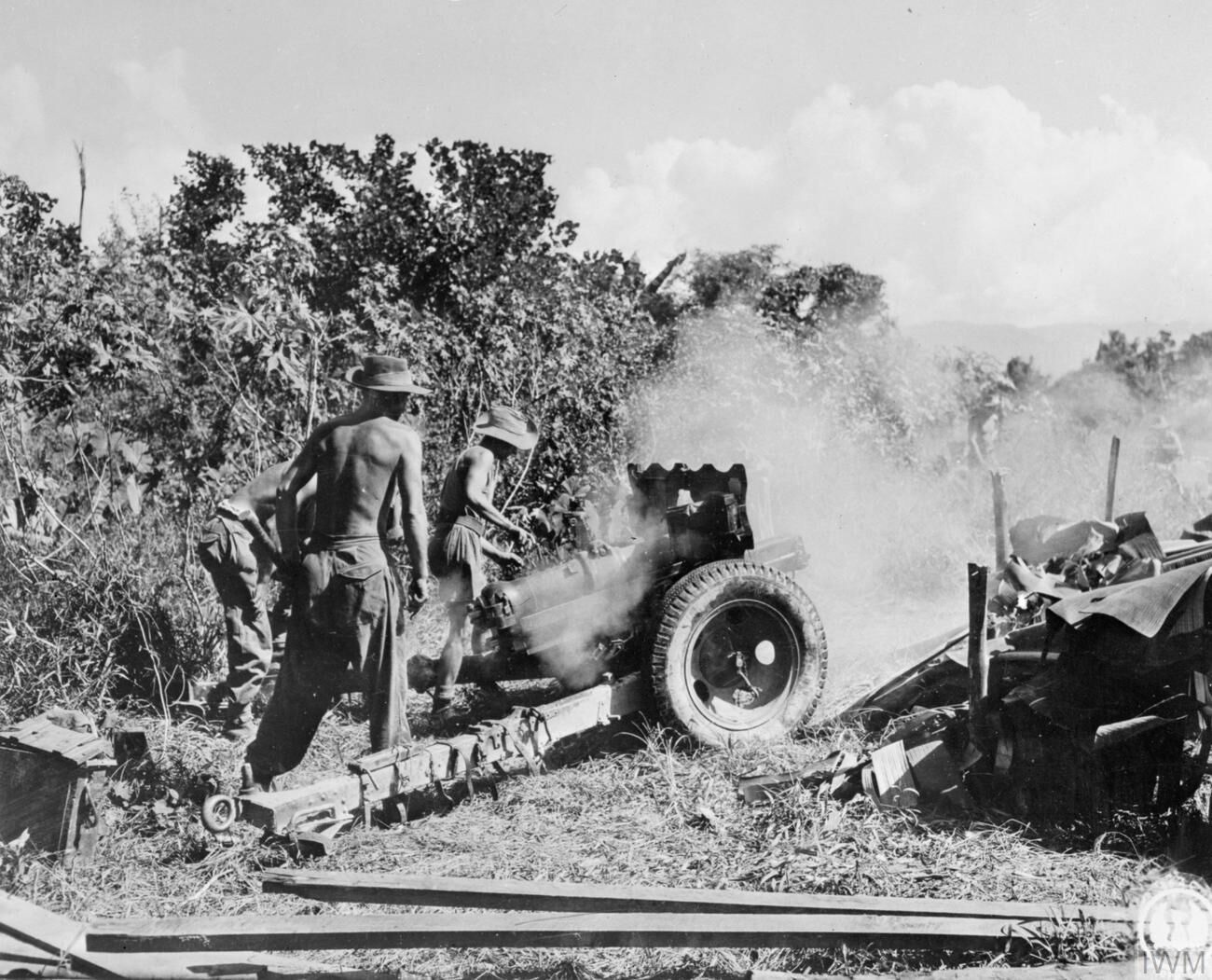
砲架の車輪をゴムタイヤに換装後の3.7インチ榴弾砲の写真。

QF 3.7インチ砲は8個の部品に分解して荷駄で運搬することが可能であり、分解に2分、組み立てに3分かかる。イギリス陸軍の火砲としては初めて開脚式砲脚を採用しており水平射角を広くとることを可能にしたほか、仰角も高くとれる。
砲弾には榴弾と榴散弾、発煙弾、照明弾が用意されたほか、第二次世界大戦期には対戦車戦闘用の成形炸薬弾も開発された。
初期型は木製のスポーク式車輪を装備しており2頭の馬で牽引したが、戦間期に空気入りゴムタイヤに換装されジープやユニバーサル・キャリアなどの軽車両での牽引も可能となった。

## スペック
- 口径：3.7インチ（94mm）
- 全長：m
- 全幅：m
- 重量：1610lb（729.33kg）
- 砲身長：43.5インチ（1104.9mm、11.8口径）
- 仰俯角：-5°~+40°
- 左右旋回角：40°
- 運用要員：名
- 発射速度：発/分（最大）
- 射程：5,899ヤード（5,394m）
- 運用期間：1917年~1960年
- 生産総数：門